# Accidente del HS748 de 748 Air Services de 2014
El 17 de febrero de 2014, un Hawker Siddeley HS 748 de 748 Air Services que efectuaba un vuelo de carga humanitario del Aeropuerto Internacional de Juba al Aeropuerto de Bentiu, Sudán del Sur efectuó un aterrizaje accidentado en Bentiu, matando a uno de sus cuatro ocupantes.

## Avión
El avión implicado fue un modelo británico Hawker Siddeley HS 748 con dos motores Rolls-Royce Dart 536-2. Efectuó su primer vuelo el 20 de junio de 1980. El avión fue charteado a 748 Air Services por la Organización Internacional para las Migraciones, con registro 5Y-HAJ.

## Incidente
El vuelo se realizaba como vuelo de carga con ayuda humanitaria desde Juba a Bentiu durante el Conflicto de Sudán del Sur. El avión efectuaba la aproximación con la intención de aterrizar en el aeropuerto de Bentiu cuando impactó contra el suelo. El avión aterrizó demasiado rápido, causando una salida de pista, superando a continuación una valla para terminar impactando contra dos vehículos que se encontraban estacionados. En consecuencia el avión se partió y posteriormente fue Quemada  por las llamas. Un miembro de la tripulación murió mientras que los otros tres integrantes de la tripulación resultaron heridos. Este fue el primer accidente de la aviación comercial en Sudán del Sur desde que el país se declaró independiente en 2011. Un testigo que se encontraba en tierra reportó que el avión estaba realizando una aproximación desestabilizada a alta velocidad. El avión quedó declarado como siniestro total.

## Reacción
David Derthick, Jefe de Misión IOM de Sudán del Sur dijo, "Estamos muy entristecidos por este trágico incidente," y añadió que la tripulación de la aeronave era parte fundamental en la labor de ayuda a algunas de "las personas más vulnerables de Sudán del Sur."